# Costa della Tavola
La Costa della Tavola (2.186 m s.l.m.) è una cima montuosa dell'appennino abruzzese, posta nella catena del Sirente-Velino, lungo il versante meridionale dei Piani di Pezza, tra i territori dei comuni di Rocca di Mezzo e Massa d'Albe. Assieme a Punta Trento e Punta Trieste a nord e Costone della Cerasa a sud forma una cresta montuosa che partendo da Colle dell'Orso e Vena Stellante raggiunge i Monti della Magnola a sud-ovest, in territorio di Ovindoli. La visuale dalla cima spazia su tutto il gruppo del Monte Velino a nord-ovest e i Monti di Campo Felice a est.